# Pigeon Mountain
Pigeon Mountain är ett berg i Kanada.   Det ligger i provinsen Alberta, i den centrala delen av landet, 3 000 km väster om huvudstaden Ottawa. Toppen på Pigeon Mountain är 1 890 meter över havet. Pigeon Mountain ligger vid sjön Lac des Arcs.
Terrängen runt Pigeon Mountain är bergig åt sydväst, men åt nordost är den kuperad. Trakten runt Pigeon Mountain är nära nog obefolkad, med mindre än två invånare per kvadratkilometer.. Närmaste större samhälle är Canmore, 11,9 km nordväst om Pigeon Mountain.
I omgivningarna runt Pigeon Mountain växer i huvudsak barrskog.